# Hala Betonowa w Poznaniu
Hala Betonowa (niem. Betonhaus) – budynek usytuowany w granicach Parku Wilsona na Łazarzu w Poznaniu. Dawny pawilon wystawowy Wschodnioniemieckiej Wystawy Przemysłu, Rzemiosła i Rolnictwa (niem. Ostdeutsche Ausstellung für Industrie, Gewerbe und Landwirtschaft Posen) zorganizowanej w 1911 roku na terenie miasta Poznania. Hala została wpisana do rejestru zabytków pod nr A 320 w dniu 17 września 1991 roku.

## Historia
Projektantami budynku byli niemieccy architekci Hermann Kloth i Christian Schneider. Hala o konstrukcji żelbetowej została zbudowana w 1911 roku i miała powierzchnię 1000 m². Stanowiła „pawilon myśliwski” wystawy, w którym prezentowano m.in. poroża i wypchane skóry zwierząt upolowanych przez cesarza Fryderyka Wilhelma. Na zewnątrz ulokowano strzelnicę schowaną w imitacji lasu, na której organizowano konkursy. W przylegającej do hali restauracji można było spróbować dziczyzny.
Po I wojnie światowej w budynku powstała Katedra Higieny Szkolnej i Teorii Wychowania Fizycznego Wszechnicy Piastowskiej. Budynek przebudowano; na parterze utworzono salę gimnastyczną, a piętro przeznaczono na pomieszczenia dydaktyczne. 
Podczas PeWuKi w 1929 roku hala pełniła rolę „pawilonu muzycznego” wystawy.
Następnie mieściły się tutaj kolejne uczelnie, z których w 1973 roku utworzono Akademię Wychowania Fizycznego. AWF otrzymała obiekt od miasta w połowie lat 90. XX wieku całkowicie bezpłatnie. Ostatnio mieściły się w budynku zakłady biomechaniki i gimnastyki z pracownią tańca. W 2012 roku AWF wystawiła halę na sprzedaż. W czerwcu 2013 roku nowym właścicielem hali została firma Garvest Real Estate. Sprzedano ją za 6 milionów złotych. Nabywca planuje przekształcić halę w obiekt pełniący funkcje konferencyjno-restauracyjne, z możliwością organizowania wystaw. Pod uwagę brane jest także powstanie hotelu. Sporadycznie w budynku organizowane są wystawy sztuki.

## Architektura
Materiałem użytym do budowy hali był wyłącznie beton. Hala założona została na planie wydłużonego prostokąta, z dwoma ryzalitami zaopatrzonymi w szczyty i z umiejscowionym między nimi parterowym portykiem. Klasycyzujący charakter obiektu podkreślały proste, toskańskie kolumny portyku i loggie drugiej kondygnacji ryzalitów oraz dwuspadowy dach budynku. We wnętrzu zastosowano kolebkowe sklepienia i lunety nad wnękami okiennymi.